# Never Known to Smile
Never Known to Smile è un cortometraggio muto del 1913 diretto da Edward Dillon.

## Produzione
Il film fu prodotto dalla Biograph Company.

## Distribuzione
Distribuito dalla General Film Company, il film - un cortometraggio di 137 metri - uscì nelle sale cinematografiche USA il 9 ottobre 1913. Nelle proiezioni, veniva programmato con il sistema dello split reel, accorpato in un'unica bobina con un altro cortometraggio prodotto dalla Biograph, la commedia Scenting a Terrible Crime.
Non si conoscono copie ancora esistenti della pellicola che viene considerata presumibilmente perduta.